# ROJAM (自動車用品店)
株式会社ROJAM （ロジャム）（ROJAM Co., Ltd.）は、愛知県名古屋市広田町に本社を置く自動車用パーツのオリジナルブランド商品販売デザイン企画会社。
主として国産車両向けのアルミホイールやエアロパーツの開発、販売を手掛けるほか、排気パーツや内装関係、アパレル用品を取り扱う。

## 沿革
- 2005年（平成17年）4月 - アルミホイールメーカーとしてブランドROJAMを立ち上げる[1]
- 2006年（平成18年）
  - 8月 - 名古屋市西区中小田井2丁目335番地1に「株式会社ROJAM」を設立[1]
  - 11月 - ROJAMコンセプトを具現化したオリジナルアルミホイール第1弾「ROJAM ディスティネーション」をリリース[1]
  - 12月 - オリジナルエアロパーツブランド「ROJAM IRT」発表[1]
- 2007年（平成19年）
  - 5月 - オリジナルマフラーブランド「ROJAM DTM エキゾーストシステム」発表[1]
  - 12月 - オリジナルホイールの第2弾として「ROJAM ディアレスト」をリリース[1]
- 2009年（平成20年）
  - 1月 - オリジナルホイールの第3弾として「ROJAM レイティスト」をリリース[1]
  - 6月 - 名古屋市中川区広田町2丁目70番地に本社を移転しハイエース専用ホイール「ROJAM クアトロ」をリリース[1]
  - 12月 - 新ホイールブランド「ROJAM RT シリーズ」を発表し第1弾としてRT-091をリリース[1]
- 2010年（平成21年）5月 - 「ROJAM RT シリーズ」第2弾としてRT-092をリリース[1]
- 2011年（平成22年）
  - 6月 - ROJAM プレミアムホイールの2011年モデルとして「ROJAM Visage/ヴィサージュ」をリリース[1]
  - 12月 - ROJAM プレミアムホイールの2012年モデルとして「ROJAM Alternative/オルタネイティヴ」をリリース[1]
- 2013年（平成25年）
  - 2月 - 「ROJAM RT シリーズ」2013年モデルの第1弾としてRT-131をリリース[1]
  - 11月 - オリジナルエアロブランド「ROJAM VERDE」発表[1]
  - 12月 - 「ROJAM RT シリーズ」2013年モデルの第2弾としてRT-132をリリース[1]
- 2014年（平成26年）3月 - ROJAM プレミアムホイールの2014年モデルとして「ROJAM Spread/スプレッド」をリリース[1]
- 2015年（平成27年）2月 - ROJAM プレミアムホイールの2015年モデルとして「ROJAM Slave/スレイヴ」をリリース[1]
- 2016年（平成28年）
  - 8月 - ROJAM プレミアムホイールの2016年モデルとして「ROJAM Vector/ヴェクトル」をリリース[1]
  - 10月 - ROJAM プレミアムホイールの2016年モデルとして「ROJAM Spread-4/スプレッド-4」をリリース[1]
- 2017年（平成29年）
  - 1月 - ROJAM オリジナルエアロブランド「ROJAM IRT GENIK」発表[1]
  - 2月 - ROJAM プレミアムホイールの2017年モデルとして「ROJAM ABBEY/アビー」をリリース[1]
  - 4月 -「ROJAMのプロデュースするライフスタイルデザイン」をコンセプトに「ROJAM アパレルコレクション」発表[1]
  - 2018年（平成30年）
  - 5月 - ROJAM プレミアムホイール2018年のモデルとして「ROJAM FASTER/ファスター」をリリース[1]
  - 12月 - ROJAM プレミアムホイール2019年モデル「ROJAM LEVART/レヴァルト」発表[1]
- 2019年（平成31年）4月 - 「Scuderia Rojam/スクーデリア ロジャム 」発足[1]

2019年（平成31年）11月- ROJAM プレミアムホイール2019年モデル
「ROJAM Lucalla/ルカーラ」発表

## 主なブランド
ROJAM Premium Wheels（ロジャム プレミアムホイール）
同社のアルミホイールブランド。
ROJAM IRT GENIK（ロジャム アイアールティー ジェニック）
同社のエアロパーツブランド。主にバンパー交換タイプのエアロパーツを手掛ける。
ROJAM IRT（ロジャム アイアールティー）
同社のエアロパーツブランド。主にハーフタイプのエアロパーツを手掛ける。
ROJAM VERDE（ロジャム ヴェルデ）
同社のエアロパーツブランド。スポーティーテイストを反映させたエアロパーツブランド。
ROJAM IRT SURVIVOR（ロジャムアイアールティーサバイバー)
同社のエアロパーツブランド。クロスカントリー＆大型SUV向けに展開する、新時代の エアロパーツブランド
ROJAM DTM Exhaust System（ロジャム ディーティーエム エキゾーストシステム）
マフラーや機能部品を展開するブランド。

### 商標登録証取得
- 登録第5002966号 - 日本
- 登録第301643788号 - Hong Kong
- 登録第T1007666G号 - Singapore
- 登録第01441508号 - Taiwan
- 登録第IDM000332968号 - Indonesia